# Nikolaj Pirogov
Nikolaj Ivanovič Pirogov (rus. Николай Иванович Пирогов; Moskva, 25. novembar 1810 — Vinica, 5. decembar 1881) bio je ruski hirurg, anatom, pedagog i jedan od najvećih ratnih hirurga uopšte, a po nekima (N.N. Burdenko) i osnivač vojne hirurgije.

## Anatomski eponimi po Pirogovu[2]
- Pirogovljev ugao: ugao između unutrašnje jugularne vene (lat. v. jugularis interna) i potključne vene[3]
- Pirogovljev trougao: trougao između međutetive digastričnog mišića, zadnje ivice milohioidnog mišića i hipoglosalnog živca.[4]
- Pirogovljeva amputacija: osteoplastična amputacija stopala (osteoratoplastična egzartikulacija stopala kojom se mogla produžiti noga)[3]

## Životni put
Nikolaj Ivanovič Pirogov je rođen 25. novembra 1810. u imućnoj porodici intendantskog majora Ivana Ivanoviča Pirogova (1772—1825), kao trinaesto i jedno od šestoro preživele dece u porodici. Kao dečak Pirogov je odrastao u Moskvi u religioznoj porodici, u kući koja se nalazila u blizini crkve Svete Trojice u Siromijatnikovu. Vrlo rano je naučio da čita, govori i piše više svetskih jezika. Nakon iznenadne smrti oca 1824. porodica Pirogov je ostala bez sredstava za život, pa porodicu materijalno pomaže i brine o njoj (Efrem Muhin (1766–1850), porodični lekar i profesor anatomije i fiziologije na Univerzitetu u Moskvi. Muhin je svesrdno pomogao Pirogovu, kome je prvobitno određeno da postane državni službenik, da promeni školu i upiše se na Medicinski fakultet u Moskvi 1825. koji je on u rekordnom roku završio tokom 1828.
Pirogov je nakon studija medicine bio odlično potkovan teoretskim znanjem, ali ujedno i razočaran svojim znanjem iz hirurgije, jer iako se opredelio za ovu oblast medicine, u toku studija nije izveo ni jednu operaciju, a prisustvovao je samo na dve. Kako nije mogao da nastavi hirurško obrazovanje i praksu u Moskvi, ambiciozni Pirogov odlazi u nemački grad Dorpat (danas Tartu) kod Johana Kristijana Morena (Johanna F. (Christian) Moiera 1786−1858), gde je diplomirao 1832, iz oblasti ligature aneurizme trbušne aorte (lat. Num vinctura aortae abdominalis in aneurysmate inguinali adhibita facile ac tutum sit remedium).
Dalje usavršavanje u struci Pirogov nastvalja u Berlinu i Getingenu, u oblasti hirurgije, anatomije i fiziologije. Saznavši da se traži šef Hirurgije, vratio se u Moskvu, ali je to mesto već bio popunjeno, i 26 godišnji Pirogov se vraća u Dorpat preuzima mesto šefa hirurgije na kome se intenzivno bavio istraživanjem arterijskog sistema i fascija. U Dorpatu je radio do 1840, kada je na poziv ministra Kleinmichela, prešao u St. Petersburg i preuzeo Vojnu medikohiruršku (kasnije Vojnomedicinsku) akademiju i bolnicu sa 1.000 kreveta.
Pirogov 1842. stupa u brak sa svojom velikom ljubavi Katarinom Dimitrijevnom Berozinovom. Godinu dana kasnij Katarina mu je rodila sina Nikolu a nakon tri godine i sina Vladimira. Nažalost nije im bilo suđeno da njihova ljubav traje dugo. U zimu 1846. Katarina je umrla na rođenju svog drugogog deteta (sina Vladimira). Posle njene smrti Pirogov je pao u depresiju u kojoj je bio oko pola godine, a zatim je ponovo počeo da aktivno radi. U 1850. Pirogov se oženi po drugi put sa 25 godina starom Aleksandrom Bistorm, bivšom suprugom Aleksandra Bistroma.
Pirogov se posebno istakao prilikom opsade Sevastopolja (1854), a učestvovao je u Francusko-pruskom ratu (1870) i u rusko-turskom ratu (1877–1878). Septembra 1854, posle ruske sanitetske katastrofe u Sevastopolju, Pirogov je dobio poziv i molbu da se priključi ruskoj vojsci.
Toko 1856. Pirogov se ponovo vratio u Sankt Peterburg i razočaran stanjem koje je zatekao u Medikohirurškoj akademiji u Moskvi i potpuno prestaje sa nastavnim i hirurškim radom. Posle smrti Nikolaja I, postavljen je za direktora poslovne škole na jugu Rusije, ali već 1858, posle konflikata sa guvernerom Odese, prešao je u Kijev. U Ukrajini je radio kao dobrovoljac u mirovnim većima, a 1862. postavljen je za direktora kontrole školovanja ruskih studenata. Avgusta 1862. boraveći u Italiji kao predstavnik ruskih učenika poslatih na usavršavanje u inostraanstvo, dobio je poziv da pomogne Garibaldiju posle njegoovog teškog ranjavanja u nogu, u bici kod Aspramonta. Pirogov je primenio svoje metode i uspešno završio Garibaldijevo lečenje.
U Rusiju se vratio tokom 1866. i živeo povučeno na svom imanju retko ga napuštajući; jednom kao predstavnik ruskog Crvenog krsta kada je posetio poljske bolnice u Francusko-pruskom ratu 1870, i jednom kao hirurg u Rusko-Turskom ratu kada se 1877. priključio vojsci za oslobođenje Bugarske. Poslednji put se Pirogov pojavio u javnosti 24. маја 1881. u Moskvi, povodom njemu u čast organizovane svečane proslava obeležavanja 50. godišnjice početka njegovog naučnog rada.
Pirogov je umro 5. decembra 1881. u Vinici (Pokrajina Podoliji u Ruskoj Imperiji, danas Ukrajina ). Njegovo telo je sačuvano i izloženo u mesnoj crkvi u Vinici, tahnikom balsamovanja koju je on osmislio i usavršio za života. Za razliku od Lenjinovih posmrtnih ostataka u Moskvi, koji prolaze kroz redovno održavanje (dva puta nedeljno) u posebno za to napravljenoj podzemnoj klinici, telo pokojnog Pirogova je više od jednog veka, bez ikakvog održavanja (samo brisanjem prašine sa tela), na sobnoj temperaturi u kovčegu sa staklenim poklopcem ostalo potpuno nepromenjeno (dok se Lenjinovo telo stalno čuva na niskoj temperaturi).

## Delo
Nikolaj Pirogov je sa 15 godina započeo studije na Medicinskom fakultetu u Moskvi i iste završio u 18 godini. Od 1833. do 1835. radio je i stručno se usavršavao kod isatknutih hirurga i patologa u Berlinu, Lajpcigu, Cirihu, Beču Getingenu. i 1937. nasledio svog učitelja Mojera na katedri hirurgije u Dorpatu. i u 26 godini postao je šef katedre za hirurgiju i profesor na nemačkom Fakultetu u Dorpatu (sada Tartu University, Estonija) gde je radio od 1836 — 1840. Prelaskom u St. Petersburg, 1840, kao čelni čovek Odeljenja za hirurgiju na Medicinsko-hirurškoj Akademije on je osnovao i vodio veoma složene operativne zahvate na kliničko bolničkom operacionom odeljenju.
Pirogov je predano radio u obučavanju vojnih hirurga, unapređenju metoda zbrinjavanja povređenih i obolelih na terenu, i na osnovu bogatog iskustva sačinio skup pravila koja lekar mora primenjivati u radu u poljskim (terenskim) uslovima. Pirogov je razvio niz novih tehnika, tako da je mogao češće od ostalih hirurga izbegavao primenu amputacija. Jedna od tih hirurških tehnika i sada nosi naziv "amputacija po Pirogovu". Pirogov je takođe među prvima primenio eter kao anestetik u inhalacionoj, a nešto kasnije i rektalnoj anesteziji  1847, sproveo istraživanje kolere 1848.  i uveo trijažu bolesnika i ranjenika u pet kategorija.
Kao pedagog i nastavnik Pirogov je u svojim radovima ukazao na brojne probleme u pedagogiji, zalagao se za obrazovanje u Rusiji; siromašnih, nacionalih manjina i žena i za razvoj srednjih škola, i permanentnu edukaciju lekara.
Tokom 1847. Pirogov je otišao na Kavkaz kako bi testirao svoje tehnike u ratu. Na Kavkazu je prvi put primenio obradu povreda zavojima natopljenim u skrob. Godine 1855, za vreme Krimskog rata, Pirogov je glavni hirurg u Sevastopolju, gradu koji su opsedale anglo-francuske trupe. Ovde je on prvi put u svetu primenio gipsani zavoj. Tokom opsade Sevastopolja, Pirogov organizovao korpus medicinskih sestara, da se brinule za ranjene i bolesne, od kojih su neke sa njima došle do samog Sankt Peterburga. i organizovao njihovu obuku. To je takođe bila inovacija u jednom ratu, (jer pre toga žene nisu organizovano učestvovale u ratovima) koju je on sproveo zajedno sa Velikom kneginjom Jelenom Pavlovnom („ruskom Florens Najtingejl“).
Nikolaj Ivanovič Pirogov je izuzetno uvažavao anatomiju, shvatajući njenu važnost u medicinskoj edukaciji lekara. Tako je i postao osnivač topografske anatomije - koja mu je zauzvrat, omogućila razvoj novih operativnih tehnika. U svojim proučavanjima anatomije, on koristi zamrznute leševe. Nakon nekoliko godina neprekidnog rada Pirogov je stvorio „Atlas topografske anatomija“ - (lat. Anatomia topographica sectionibus per corpus humanum congelatum triplici directione ductis illustrata), bogato ilustrovan obdukcionim nalazima u smrznutom ljudskom telu u tri dimenzije. Na osnovu ovog rada, Pirogova smatraju osnivačem topografske, hirurške anatomije.

## Priznanja
- Radna soba N. Pirogova u muzeju u Vinici (Ukrajina).Laureat je Demidove nagrade[7] Akademije nauka Ruske imperije Pirogovu je dodeljana za njegov naučni rad 1844, 1851. i 1860.
- „Sabrana dela“ Nikolaja Ivanoviča Pirogova na ruskom jeziku objavljena su u Moskvi 1957–1962.
- Časopis „Hirurgija sa imenom N. I. Pirogova“ izlazi u Rusiji i danas.
- Univerzitet u Viniciju (Ukrajina) nosi ime Pirogova,
- Jedan od pet sanitetskih vozova Ruskog ministarstva zdravlja naosi ime;
- U Petersburgu postoji privatna hirurška klinika sa imenom N.I. Pirogova od 1999.
- Najveći centar za urgentnu medicinu u Sofiji koji je ujedno i centar za poslediplomske studije nosi njegoovo ime.

## Bibliografija Nikolaja Pirogova
- , Sankt Petersburg 1859.
- , Lajpcig 1861.
- , Lajpcig 1871.
- , Lajpcig 1882.
- , , Štutart 1894 (nemačko izdanje; izvorno na ruskom izdato u Sankt Petersburgu 1856)
- „On the use of ether in the performance of surgical operations.”. London and Edinburgh Monthly Journal of Medical Science. 8: 73—76.
- 1991

## Napomene
1. ↑  U svom dopisu Francuskoj akademiji nauka Pirogov je predložio rektalnu primenu anestika.
2. ↑  Prirogov je prvi lekar koji je primenio anesteziju na bojnom polju u jednom ratu. Takođe je proučavao i uticaj etarske anestezije na pojedine organe. Pre primene anestetika na pacijentima on ih je testirao na sebi.
3. ↑  U vreme epidemije kolere na Kavkazu secirao je veliki broj umrlih (oko 800) i sačinio atlas patološko-histoloških promena u toj bolesti

## Spoljašnje veze
- Columbia Electronic Encyclopedia on Pirogov
- Russian State Medical University old website
- Севастопольские письма Н. И. Пирогова 1854—1855 гг. на сайте «Руниверс»
- Николай Иванович Пирогов «Вопросы жизни. Дневник старого врача», Иваново, 2008, pdf
- Николай Иванович Пирогов. Вопросы жизни. Дневник старого врача факсимильное воспроизведение второго тома сочинений Пирогова, изданных в 1910 году, PDF
- Краткая биография Н. И. Пирогова
- Pirogov’s Biografy
- Захаров И. Хирург Николай Пирогов: трудный путь к вере // Санкт-Петербургский университет. — № 29 (3688), 10 декабря 2004 года
- Троцкий, Лев Давидович Политические силуэты: Пирогов Архивирано на веб-сајту  (10. мај 2009)
- Л. В. Шапошникова. Дневник старого врача
- Виртуальный тур по музею-усадьбе Н. И. Пирогова в г. Винница (Украина)